# Karlskrona
Karlskrona es una ciudad ubicada en el Län de Blekinge, Suecia, en el archipiélago de Blekinge. Tenía 37 165 habitantes (2018) y 21,14 km² de superficie (2000). Fue fundada en 1680 por Carlos XI de Suecia como base naval, y se la conoce como «la ciudad barroca» de Suecia. La instalación naval fue declarada en 1998 por la Unesco, Patrimonio de la Humanidad. Su nombre significa «Corona de Carlos», en honor del rey de Suecia, y se inspiró por la ciudad de Landskrona.

## Historia
La ciudad se fundó en 1680 durante el reinado de Carlos XI. Fue fundada como base naval, con el fin de fortalecer el poder naval sueco en la región. La planificación de la base naval se inspiró en modelos franceses, ingleses e italianos, siendo predominante el estilo barroco con calles anchas y edificios monumentales. Junto a la base naval se levantó una ciudad, para albergar el comercio, el abastecimiento y los edificios administrativos necesarios para el funcionamiento de la misma. Los arquitectos Erik Dahlberg y los Tessin, padre e hijo, fueron los autores de la innovadora planificación de la ciudad naval, que llegó a representar en Europa el poder imperial sueco de la época. Se construyeron fortificaciones, muelles y un astillero que se mantiene intacto hasta la actualidad. En 1711, el astillero era el empleador industrial más grande de Suecia. El muelle más viejo, llamado muelle de Polhem, todavía está en uso. Recibe su nombre del científico Christopher Polhem (llamado el Da Vinci sueco).
Durante el reinado de Carlos XII, Suecia era el poder militar dominante en la región del mar Báltico. La isla tenía una posición muy estratégica con distancias cortas por mar a las provincias suecas de Alemania y del Báltico. 
La ciudad creció rápidamente, y en 1750 ya tenía aproximadamente 10 000 habitantes, siendo una de las mayores ciudades del reino. La mayoría los edificios barrocos permanecen todavía, por lo cual el centro del ciudad mantiene cierta uniformidad arquitectónica.
Hay tres iglesias importantes en Karlskrona. 
La Fredrikskyrkan (Iglesia de Fredrick), diseñada por el arquitecto Nicodemus Tessin el Joven. La construcción de esta iglesia se comenzó en 1720 y se inauguró en 1744. La iglesia difiere de las iglesias suecas, al ser de color amarillo. 
La Heliga Trefaldighetskyrkan (Iglesia de la Santísima Trinidad), también llamada 'La Iglesia Alemana'; se erigió de 1697 a 1709, también de planos de  Tessin el Joven. La forma de la cúpula es de estilo italiano, raro en las iglesias suecas.
Los dos iglesias se encuentran en la plaza principal de la ciudad.
La tercera iglesia es la Amiralitetskyrkan (Iglesia del Almirantazgo). Se construyó en 1685 en madera, pintada de color rojo. En el exterior de la iglesia hay una estatua famosa llamada Rosenbom.
Karlskrona sigue siendo hoy una base naval y un centro industrial tecnológico. Todas las construcciones están bien preservadas y constituyen un importante ejemplo arquitectónico del siglo XVII.